# Convention internationale pour la répression du financement du terrorisme
La Convention internationale pour la répression du financement du terrorisme est un traité des Nations unies de 1999 conçu pour criminaliser les actes de financement des actes de terrorisme. La convention vise également à promouvoir la coopération policière et judiciaire pour prévenir, enquêter et punir le financement de tels actes. En octobre 2018, le traité avait été ratifié par 188 États ; en termes d'universalité, il s'agit donc de l'un des traités antiterroristes les plus réussis de l'histoire.

## Contenu
L'article 2.1 définit le crime de financement du terrorisme comme l'infraction commise par « toute personne qui, par quelque moyen que ce soit, directement ou indirectement, illicitement et délibérément, fournit ou réunit des fonds dans l'intention de les voir utilisés ou en sachant qu'ils seront utilisés, en tout ou partie, en vue de commettre : a) Un acte qui constitue une infraction au regard et selon la définition de l'un des traités énumérés en annexe ; b) Tout autre acte destiné à tuer ou blesser grièvement un civil, ou toute autre personne qui ne participe pas directement aux hostilités dans une situation de conflit armé, lorsque, par sa nature ou son contexte, cet acte vise à intimider une population ou à contraindre un gouvernement ou une organisation internationale à accomplir ou à s'abstenir d'accomplir un acte quelconque. ».
Les États parties à ce traité s'engagent également à geler et à saisir les fonds destinés à être utilisés pour des activités terroristes et à partager les fonds confisqués avec tous les États parties. De plus, les États parties s'engagent à ne pas utiliser le secret bancaire comme justification pour refuser de coopérer à la répression du financement du terrorisme.

## Entrée en vigueur et ratifications
Le traité est entré en vigueur le 10 avril 2002. Il a été ratifié par 188 États : tous les États membres de l'Organisation des Nations unies sauf huit ainsi que les Îles Cook, le Saint-Siège et Niue. Il n'a pas été ratifié par le Burundi, le Tchad, l'Érythrée, l'Iran, la Somalie, le Soudan du Sud et Tuvalu. Le Burundi et la Somalie ont signé la convention mais ne l'ont pas encore ratifiée.

## Impact
En 2017, l'Ukraine a ouvert un dossier contre la Russie pour implication et financement de l'occupation militaire de la République autonome de Crimée et d'une partie du Donbass.